# Gumatj (Clan)
Le clan des Gumatj fait partie de la tribu aborigène Yolngu.

## Situation géographique
Il est situé dans le territoire nord australien, sur la Terre d'Arnhem, à Elcho Island.

## Langue
Leur langue est le dhuwala.
En 2016, 116 personnes déclarent parler le gumatj à la maison et 124 personnes le dhuwala.